# 张晓强 (1975年)
张晓强（1975年11月—），浙江省丽水市庆元县人，男，汉族，中国共产党党员，中华人民共和国政治人物。浙江林学院林学专业毕业，美国肯恩大学公共管理硕士。曾任台州市人民政府市长，中共汕尾市委书记，中共广东省委常委、秘书长。现任中共甘肃省委常委、兰州市委书记。

## 生平

### 浙江省
1992年进入浙江林学院林学专业学习，1996年毕业后，担任中共庆元县屏都镇党委组织干事，1996年6月加入中国共产党。
1998年，通过公选任中国共青团庆元县委员会委书记。1999年，再次通过公选任丽水地区卫生局副局长，2000年丽水地区改制为丽水市，他担任丽水市卫生局副局长直至2003年。期间，他曾于2001年3月至2002年在美国肯恩大学学习，并获得公共管理硕士学位。
2003年至2006年，任共青团丽水市委书记。2006年至2009年，历任中共景宁畲族自治县委常委、副县长、县委副书记兼政法委书记（正处级）。期间，张晓强曾成为浙江省林业厅副厅长考察对象人选，但没有获得任命。
2009年至2011年，任中共遂昌县委副书记、县人民政府县长。2011年至2015年，任中共德清县委书记。
2015年5月，任中共绍兴市委常委、诸暨市委书记。2015年6月，中共中央组织部决定授予张晓强“全国优秀县委书记”荣誉称号，他也是获得此称号的102名县委书记中最年轻的一位。2016年至2017年，一度兼任诸暨市人大常委会主任。
2018年2月，任中共台州市委副书记、代市长。2019年1月，正式当选为台州市人民政府市长，成为当时全国最年轻的地级市市长。

### 广东省
2020年1月11日，跨省履新中共汕尾市委书记，为全国时任最年轻的地级市市委书记。4月兼任汕尾军分区党委第一书记，5月当选汕尾市人大常委会主任。
2022年5月26日，当选为中共广东省委常委，晋升副部级，为当时全国最年轻省委常委。6月10日，任省委秘书长、省直机关工委书记，成为时任省委书记李希的秘书。

### 甘肃省
2023年7月8日，任中共甘肃省委常委、兰州市委书记，中共兰州新区工作委员会第一书记，成为当时全国各省会城市中最年轻的党委书记。